# Ropica fulvostictica
Ropica fulvostictica là một loài bọ cánh cứng trong họ Cerambycidae.